# Тонкошкур Василь Антонович
Васи́ль Анто́нович Тонкошку́р (8 квітня 1924, Карапиші — 5 березня 2006, Київ) — український радянський державний і партійний діяч, Герой Соціалістичної Праці (1971). Депутат Верховної Ради УРСР 7—8-го скликань. Член ЦК КПУ у 1971—1976 роках.

## Біографія
Народився 8 квітня 1924 року в селі Карапишах (тепер Обухівського району Київської області). Член ВКП(б) з 1950 року.
У другій половині 1950-х — на початку 1960-х років працював 2-м секретарем Богуславського районного комітету КПУ Київської області, секретарем партійного комітету Богуславської зональної партійної організації КПУ Київської області.
У січні 1965 — після 1972 року — 1-й секретар Миронівського районного комітету КПУ Київської області. У 1966 році був делегатом XXIII з'їзду КПРС. На XXIV з'їзді КПУ 20 березня 1971 року був обраний до складу ЦК КПУ. Обирався депутатом Верховної Ради УРСР 7-го і 8-го скликань (1967–1975 роки).

Могила Василя Тонкошкура

Помер 5 березня 2006 року. Похований в Києві на Берковецькому кладовищі (ділянка № 86).

## Нагороди
Герой Соціалістичної Праці (1971). Нагороджений орденами Леніна, Жовтневої Революції, «Знак Пошани» (26.02.1958), Слави 3-го ступеня, Вітчизняної війни.